# Eulepidotis prismatica
Eulepidotis prismatica là một loài bướm đêm trong họ Erebidae.